# Waitoreke
El waitoreke (también conocido como waitoreki o waitorete) es un críptido parecido a una nutria o a un castor y se dice habita en Nueva Zelanda. Es normalmente descrito como un animal parecido a una nutria pequeña como las que viven en la Isla Sur de Nueva Zelanda. Hay muchas teorías sobre la identidad del Waitoreke, como que es una nutria, un castor o una foca.

## Etimología
El origen del nombre "Waitoreke" no está bien documentado y puede haber sido una invención. No aparece en el diccionario compresivo de maorí de Tregear de 1891 y se ha afirmado que es "antigramatical" en maorí según el principal antropólogo maorí Te Rangi Hīroa.
A pesar de todo, varias etimologías han sido propuestas por los investigadores:
- "Wai" es la palabra maorí para agua. Según un consenso casi unánime, Wai o sus variaciones son el término universal para agua en las lenguas polinesias.[1]
- Una teoría establece que "reke" se traduce como "espuelas de hueso", entonces "Waitoreke" = "(animal de) agua (con) espuelas". Reke es un terminó específicamente maorí para el lanzamiento de una lanza o cabello sobresale en un mechón.[1]
- Toreki es en el dialecto Ngāi Tahu de la Isla Sur una variación de "torengi", y a veces se traduce como "desaparecer". Por lo tanto, "Waitoreke" = "desaparecer (en el) agua". De acuerdo a Tregear (1891), torengi puede ser usado como "desaparecer", pero el acto de desaparecer debe ser por ser dejado por alguien. El significado pudo haber cambiando en el dialecto y la traducción alternativa "(animal de) agua que fue dejado por alguien" (es decir, introducido por humanos) es probable.
- Wai significa "agua", la siguiente sílaba lo enlaza al mundo espiritual y el resto de la palabra significa "desaparecer". Por lo tanto la traducción pudiera ser "espectro acuático que desaparece" (Becker, 1985; citado en Mareš, 1997) - para los maorí era común que los animales jugaran un rol importante en sus vidas, a diferencia de Europa, donde el criterio de convertir animales en criaturas mitológicas era raro.
- Una teoría final dice que "toreke" pudiese ser una distorsión māori del nombre extranjero (asiático/árabe) del animal.

Desde los asentamiento europeos (desde finales del siglo XVIII en adelante) también se le ha llamado "nutria neozelandesa", "nutria maorí", "castor neozelandés", "rata almizclera de Nueva Zelanda" y "ornitorrinco neozelandés" apoyándose en varias teorías.

## Descripción

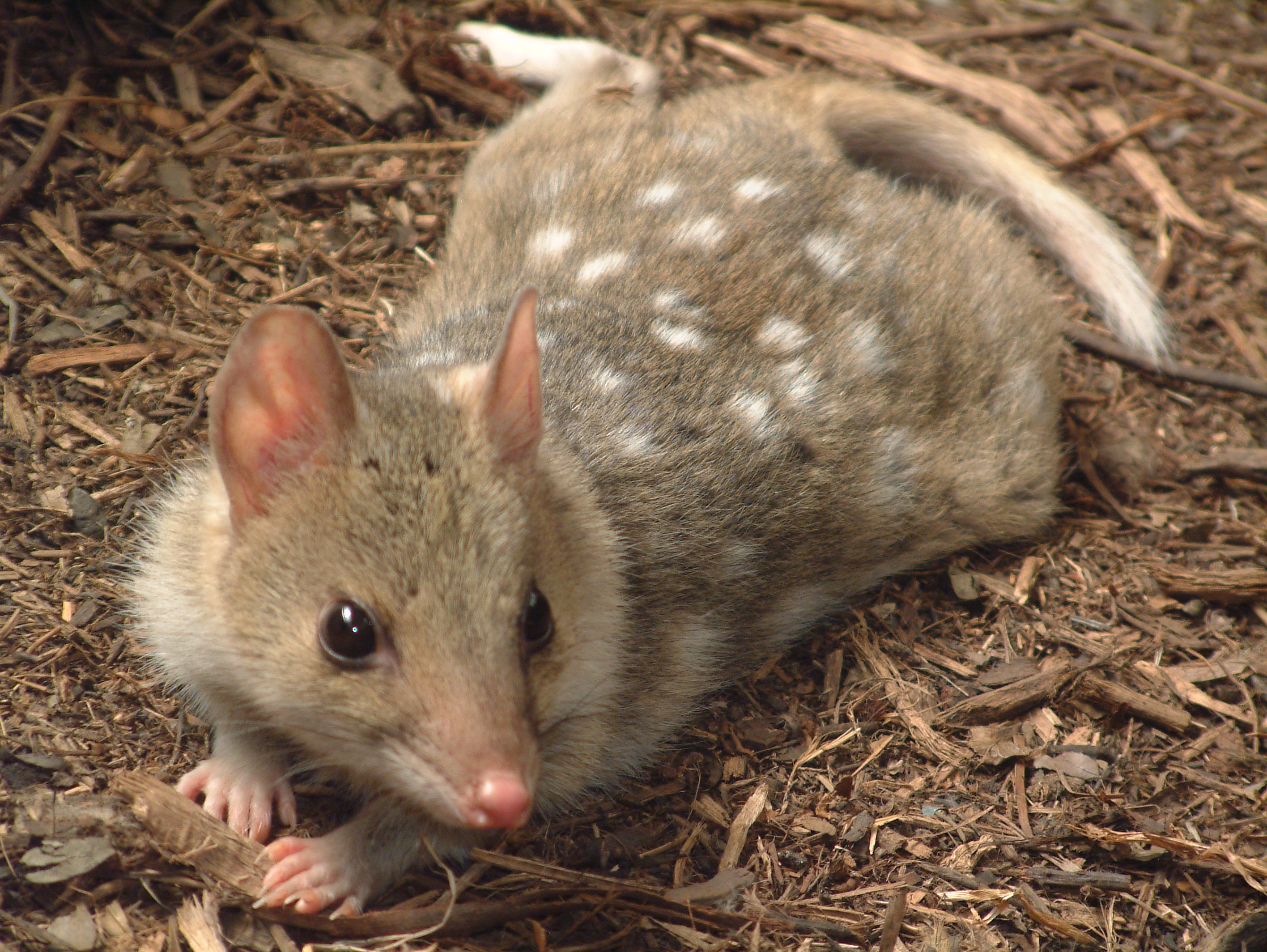
El pelaje supuestamente obtenido por Von Haast es descrito como moteado similar al de este quol oriental.

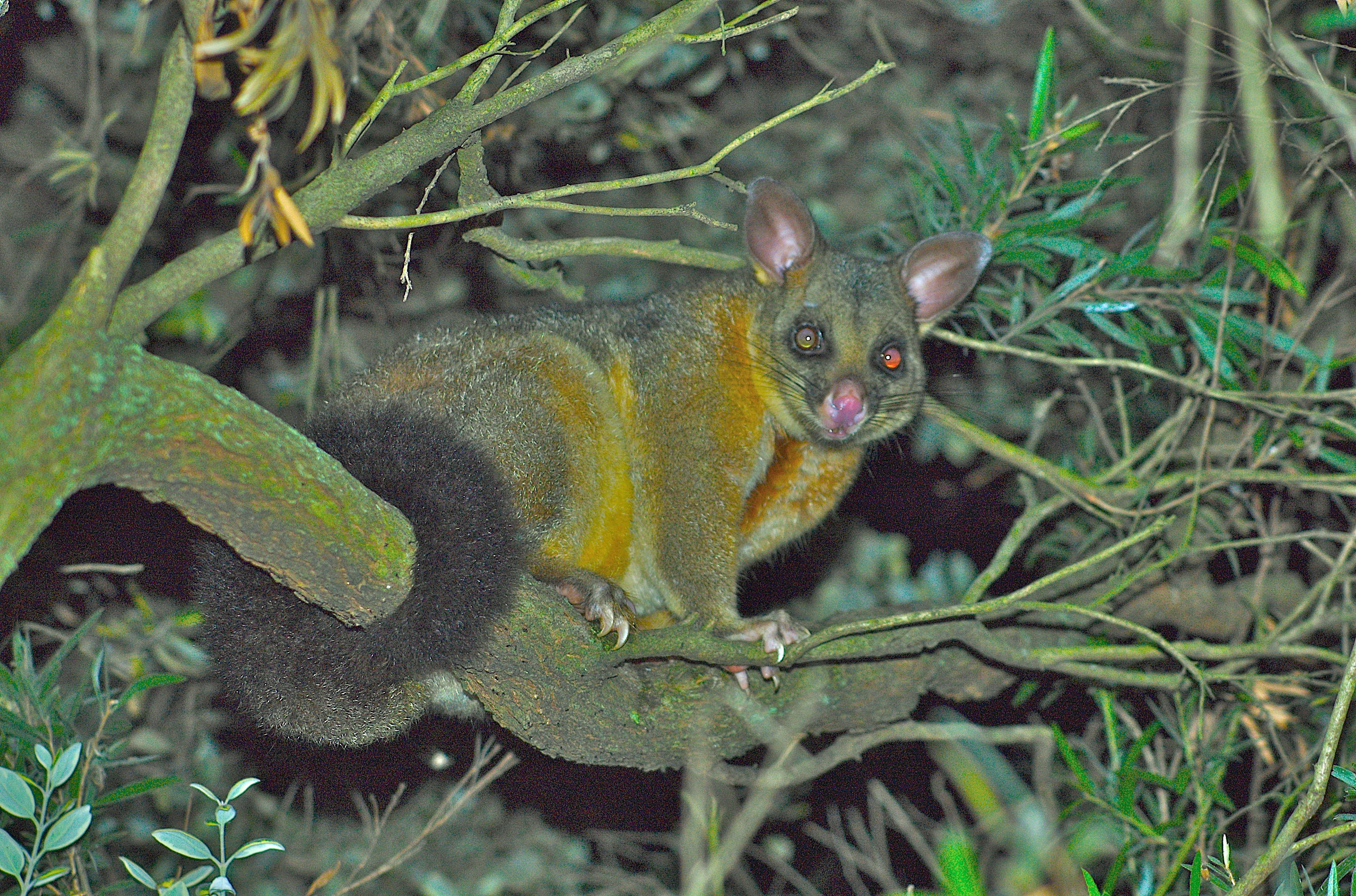
Tanto la zarigüeya australiana - como el falangero de cola anillada - viven en los árboles.

Es usualmente descrito un animal parecido a una nutria pequeña a veces tan grande como un gato. También es descrito como teniendo pelaje marrón y patas cortas. Los avistamientos usualmente colocan a la criatura cerca o en el agua en la Isla Sur de Nueva Zelanda. Su pelaje es descrito como corto igual que el de las nutrias.
Poca evidencia física prueba que el Waitoreke existe. Julius von Haast aclamo haber obtenido una piel de Waitoreke en 1868. La piel era marrón, con puntos blancos, y los dedos no eran palmeados. Esta era evidencia no concluyente; la piel se parecía a la de un quol. Los quoles se dice fueron introducidos en Nueva Zelanda en 1868. La zarigüeya australiana fue introducida exitosamente en 1858 y ahora es considerada una peste, mientras que la introducción del falangero de cola anillada fue un fracaso. Ambos animales no poseen un pelaje moteado.

## Avistamientos
La "evidencia" de la existencia del Waitoreke se basa mayormente en reportes esporádicos de un  "animal anfibio no identificado" en la zona rural de la Isla Sur por más de 200 años. Algunos de los reportes más famosos son  dudosos o incongruentes - pero un significante número de descripciones (particularmente las de finales del siglo XIX en adelante) comparten una notable similitud con especies existentes fuera de Nueva Zelanda. Los
Maorí dicen que en la antigüedad ellos solían mantener waitorekes como mascotas (Mareš, 1997).
Algunas de las más notables y tempranos reportes hechos por naturalistas y exploradores de antes del siglo XX:
- Capitán James Cook - Dusky Sound - 1772. "Durante tres o cuatro días después de nuestra llegada al puerto de Pickersgill, y mientras estábamos despejando el bosque para montar nuestras tiendas, etc., tres o cuatro de los nuestros vieron un animal de cuatro patas; pero como ninguno de ellos dio la misma descripción, no puedo decir de qué tipo era. Sin embargo, todos coincidieron en que era del tamaño de un gato, con patas cortas y de color de ratón. Uno de los marineros, que fue quien mejor lo vio, dijo que tenía una cola tupida y que era el animal que más se parecía a un chacal que conocía. La conjetura más probable es que se trata de una nueva especie. Sea como fuere, ahora estamos seguros de que este país no está tan desprovisto de cuadrúpedos como se creía antes".[3][4][5]
Georg Forster, one of the biologists on board, doubted the observation of a quadruped in his report, A Voyage Round the World: "We were surprised to see the young black dog in the boat with them, which ran away from us [...]. Though this animal had been in the woods during a fortnight, yet it was by no means famished, but on the contrary looked well fed [...] We may from hence conclude, that as there is abundance of food for carnivorous animals in New Zealand, they would probably be very numerous if they existed there at all, especially if they were endowed with any degree of sagacity, like the fox, or cat tribes. In that case they could not have escaped the notice of our numerous parties, nor of the natives, and the latter would certainly have preserved their furs, as a valuable article of dress in their moist and raw climate, for want of which they now wear the skins of dogs and of birds. The question, whether New Zealand contained any wild quadrupeds, had engaged our attention from our first arrival there. One of our people, strongly persuaded that so great a country could not fail of possessing new and unknown animals, had already twice reported that he had seen a brown animal, something less than a jackal or little fox, about the dawn of morning, sitting on a stump of a tree near our tents, and running off at his approach. But as this circumstance has never been confirmed by any subsequent testimony, nothing is more probable than that the want of day-light had deceived him, and that he had either observed one of the numerous wood-hens, which are brown, and creep through the bushes very frequently; or that one of our cats, on the watch for little birds, had been mistaken for a new quadruped.[6]
In 1864, Captain Frederick Hutton, speculated that the animal seen at Dusky Bay was probably a dog, "as none on board had at that time seen a dog in New Zealand. The evidence of a kind of otter inhabiting the South Island rests upon some foot-prints seen by Dr. Haast".[7]
- Walter Mantell - varios - primera mitad del siglo XIX, en Temuka: "Me informó que el largo del animal es de unos dos pies de la punta de la nariz a la base de la cola; el pelaje es marrón grisáceo, patas cortas robustas, cola tupida, la cabeza parecía una mezcla entre un perro y un gato, vivía en hoyos, comía lagartijas, anfibios y peces -, no pone huevos." Mensaje grabado en una entrevista con "Tarawhatta"  de los  "Ngatomamoes" (linaje Kāti Mamoe  de los Ngāi Tahu). La fecha varia de 1838 a 1848 en algunas fuentes.

Esta descripción es muy parecida a la de la zarigüeya australiana el cual a pesar de dormir mayormente en los árboles también lo hace en madrigueras. Normalmente se alimenta en los árboles pero esto está más relacionado con la disponibilidad del alimento que con una preferencia de este voraz e indiscriminado carnívoro. Han causado estragos en la población de reptiles y aves semi-terrestres de Nueva Zelanda. Mientras que esta especie introducida, no se había establecido sino hasta 1858; cuando fue lo suficientemente numerosa como para ser encontrada en muchos lugares fue desde 1860 cuando mucho.
- Reverendo Richard Taylor - varios - primera mitad de siglo XIX y quizás antes. En su libro de 1855 Te Ika un Maui.
- Julius von Haast - varios - siglo XIX. Como cita en la obra de Alfred Brehm, Brehms Tierleben, capítulo Monotremas: "Otra criatura interesante estando entre los mamíferos más primitivos y siendo el único mamífero nativo de Nueva Zelanda, el waitoteke (sic!), una criatura parecida a una nutria el cual ha sido avistado varias veces, una vez desde una distancia tan corta que fue golpeado con un látigo, pero desapareció en el agua con un sonido muy quebradizo. Jul. v. Haast vio sus huellas en la nieve. Aun así nadie ha sido capaz de atrapar al animal aún. Se cree que este mamífero es más primitivo que los monotremas y pondría bajo una nueva luz a la  clase qué finaliza con el Hombre." Como es citado en la obra de Hochstetter Nueva Zelanda: "Mi amigo Haast me escribió sobre el vaitoteke (sic!) el 06 de  junio de 1861: 3500 pies por encima del nivel del mar encontré, en la parte superior del río Ashburton (Isla Sur, provincia Canterbury), en una parte del país qué ningún hombre nunca ha visitado antes que yo, sus huellas. Estas son similares a los de una nutria, sólo que un poco más pequeñas. Aun así, el animal fue observado por dos caballeros dueños de una granja de ovejas cercana en Ashburton a 2100 pies por encima del nivel del mar. Describieron al animal de un color marrón oscuro y del tamaño de un conejo grande. Cuándo fue golpeado con un látigo, hizo un sonido como el de un silbato y desapareció en el agua." Los reportes posteriores provienen de una variedad de colonos, granjeros, vagabundos, cazadores, turistas y científicos durante el siglo XX. Muchos de estos avistamientos fueron compilados en un informe sobre el tema del waitoreke por G.A. Pollock en 1974, el cual conllevó a una búsqueda en el área alrededor de los lagos Waihola y Waipori en Otago durante los años 1980.

## Evidencia
La mayoría de la evidencia sobre el waitoreke proviene de avistamientos. Aun así algunos alegan que la evidencia física existe. Varias huellas no identificadas  han sido encontradas. Siendo descritas como siendo de unas cuantas pulgadas a lo mucho y siendo palmeadas. Las huellas de nutria muestran un poco palmeamiento pero las huellas de castor muestran palmeamiento completo. En 1868 Julius von Haast obtuvo una supuesta piel de waitoreke. Estaba en muy mala condición y su identificación fue  no concluyente. Según la descripción era marrón con manchas blancas, muy parecida a la de los quoles los cuales no habitan Nueva Zelanda.

## Mamíferos de Nueva Zelanda
El Waitoreke sería
extraordinario si existiese, debido a que en Nueva Zelanda es una de
las pocas masas terrestres significativas que no posee mamíferos
terrestres nativos. La nación del pacífico sur es hogar de varios pinnípedos (focas, leones marinos) y de especies de murciélagos (genus Mystacina)
pero lo más notable es su plétora de especies de aves que parecen haber
evolucionado sin las restricciones de la predación mamífera: especies no voladoras que hubieran sido presa fácil para cualquier mamífero cazador son abundantes, e incluso hay una minúscula especie de aves no voladoras del orden passerines - algo sin precedente, y ciertamente algo que no existe en la presencia de mamíferos predadores que sean más grandes que una musaraña.
La escasez de mamíferos en Nueva Zelanda es el resultado de su separación del supercontinente Gondwana hace unos 80 millones de años, en el Cretácico. Descubrimientos recientes de un fósil en el fondo de un lago en Otago sugiere que mamífero no voladores pequeños (y crocodilios) existieron en Nueva Zelanda antes de los primeros asentamientos humanos.
Mientras que
probablemente existió alguna clase de criatura mamífera en Nueva
Zelanda al momento de la separación, y ciertamente durante el Mioceno, los mamíferos placentarios - y probablemente incluso monotremas - ciertamente no estaban presentes.

## Hipótesis sobre su identidad
A pesar de la carencia de
fósiles, y/o pruebas confirmadas en la forma de un espécimen viviente,
las hipótesis sobre la identidad del waitoreke incluyen:

### Nutria
Una especie escapada o nueva de nutria es la candidata más probable para ser el waitoreke. La mayoría de los avistamientos afirman que parece una nutria. También, la mayoría de los avistamientos ocurren en el agua o cerca de esta donde las nutrias se encuentran más a menudo. Si una nutria es el waitoreke es más probablemente que sea una nutria europea. La nutria fue probablemente traída a Nueva Zelanda en barcos aunque pudiese haber nadado a través del océano. Aun así la teoría de que nadó es poco probable.

### Castor
Otra hipótesis común es que el waitoreke es de hecho un castor. Esto es porque muchos de los avistamientos informan que el waitoreke vive en diques como los que construyen los castores. El color de piel de un castor es también parecida a la de las descripciones  de un waitoreke. Aun así, la forma de cuerpo y la estructura de la cola de un waitoreke es diferente a la de un castor. Si el waitoreke es un castor es más probable que haya sido introducido por colonos europeos  y estaría emparentado con el castor europeo.

### Pinnípedos
Otra de las hipótesis es que sea un pinnípedo. Los pinnípedos son mamíferos marinos en la superfamilia pinnipedia. Como lo son las focas , leones marinos, y las morsas. Hay pinnípedos nativos en Nueva Zelanda por lo tanto los hacen un buen candidato para ser el waitoreke. El león de mar de Nueva Zelanda es uno de los pinnípedos nativos de Nueva Zelanda. Mide aproximadamente de 5 a 8 pies aproximadamente y los machos tienen un pelaje pardusco y las hembras son grises. Otro candidato es el lobo marino de Nueva Zelanda . Es un poco más pequeño y tiene un pelaje marrón.

### Monotrema
Un monotrema es un mamífero que pone huevos. Esta hipótesis aparece porque ha habido algunos reportes donde se afirma que el waitoreke pone huevos. Los monotremas conocidos son el ornitorrinco y los dos tipos de equidna, los cuales son nativos de Australia. La descripción del equidna difiere de la descripción común del waitoreke. El ornitorrinco es más parecido a la descripción del waitoreke pero aun así es diferente. Un tipo nuevo de monotrema es también posible.

### Otras teorías
Estas son otras hipótesis sobre la identidad del waitoreke. Son
menos comunes que las ya mencionadas anteriormente, pero han
salido adelante debido al aspecto de estos animales es similar al del
waitoreke, o por otras razones.
- Cinodonte, aloterio, mammaliaformes basales- un fósil viviente
- Marsupial
- Un antiguo mamífero afroterio - también un fósil viviente
- Mustélido
- Mangosta
- Roedor

Hipótesis de la identidad del
animal basándose en la conjetura zoogeográfica  continúan hasta hoy,
pero la mayoría de los más serios criptozoólogos y entusiastas del
waitoreke admiten que el escenario más probable sería el de un animal
introducido en Nueva Zelanda.
Aun así, ni una pieza de
evidencia física concluyente ha sido presentada en 200 años
conclusivamente, a lo que se ha tomado en cuenta la posibilidad
de que este animal solo sea un mito.